# NGC 1056
NGC 1056 (również PGC 10272 lub UGC 2183) – galaktyka spiralna (Sa), znajdująca się w gwiazdozbiorze Barana. Odkrył ją William Herschel 26 października 1786 roku. Należy do galaktyk Seyferta typu 2.
W galaktyce tej zaobserwowano supernową SN 2011aq.